# Grăsimi alimentare uzate
Grăsimile alimentare uzate (uleiuri vegetale sau grăsimi animale) sunt deșeuri rezultat din prăjirea/prepararea alimentelor în restaurante, fabrici de procesare a alimentelor sau în bucătăriile individuale. Acest deșeu este denumit indirect și ulei uzat. Deși nu-i acordăm o mare importanță, acest deșeu este un deșeu foarte periculos. Fiecare dintre noi suntem responsabili pentru poluarea a milioane de litri de apă, prin aruncarea uleiului vegetal uzat în canalizare. Conform unui studiu, realizat de organele abilitate ale Comisiei Europene, uleiurile vegetale uzate reprezintă 12% din poluanții prezenți în apă și sol. Un litru de ulei alimentar uzat poluează peste un milion de litri de apă, atât cat consumă un adult în 14 ani de zile.

## Legislația privind uleiul uzat
În Uniunea Europeană colectarea și reciclarea acestui deșeu, este atent reglementată datorită pericolului pe care îl reprezintă acest deșeu și datorită potențialului energetic. Odată intrată în Uniunea Europeană, România a fost obligată să respecte și să aplice hotărârile Comisiei Europene. Astfel, orice societate comercială, dotată cu bucătărie proprie, care prin activitatea sa, generează uleiuri și grăsimi alimentare uzate este obligată de lege, să încheie un contract de colectare a acestor uleiuri cu o firmă specializată și autorizată de instituțiile abilitate ale statului. Din păcate, în cazul consumatorilor casnici există un vid legislativ sau dacă există vreo reglementare, ea nu este aplicată. Chiar și Comisia Europeana a lăsat mai liber acest cadru al consumatorilor casnici, mizând pe spiritul civic și educația cetățenilor europeni. Deși pare ironic, utilizatorii casnici sunt cei mai mari poluatori, când vine vorba de acest deșeu. Utilizatorii casnici, produc și aruncă în canalizare o cantitate de ulei uzat de 12 ori mai mare decât societățile comerciale.

## Potențialul energetic
Deși pare greu de crezut acest deșeu, are un potențial energetic imens. Din uleiul vegetal uzat se pot produce combustibili alternativi, creme, săpunuri sau lumânări. Deși nu este indicat, uleiul vegetal uzat, poate fi folosit și la încălzire. Nu se recomandă această utilizare, pentru că, ars necorespunzător, acest ulei comestibil uzat eliberează noxe periculoase pentru mediu înconjurător.

## Concluzii
Uleiul alimentar uzat reprezintă o sursă importantă de energie pe care nu ne permitem să o irosim, având în vedere contextul energetic mondial. În același timp, este și un poluant foarte periculos. Din acest motiv atât societățile comerciale cât și persoanele fizice trebuie să fie responsabile civic și să colecteze și să predea acest deșeu unei firme specializate și autorizate de instituțiile statului.